# Raffaello Borghini
Raffaello Borghini (Florença, 1537 — 1588) foi um distinguido escritor, comediógrafo, poeta e crítico de arte italiano.
Escreveu as comédias L'amante furioso (1583); La donna costante, e Diana pietosa (1586), mas sua composição mais célebre é o diálogo Il Riposo, onde trata da diferença entre a pintura e a escultura.